# 圣安教堂
圣安教堂（英語：St Ann's Church）是一座位于在英国曼彻斯特的新古典主义登录建筑。

## 背景与构造
18世纪初，曼彻斯特是一座比村庄略大的乡村小镇，镇内的木结构建筑数量较多。一座名为埃克斯农场的大型玉米地，也就是现在的圣安广场，是圣安教堂的大致位置。
圣安教堂是一座令人印象深刻的建筑，其塔楼是城市的标志，其位置被视作城市的详细坐标，其基准在教堂门口清晰可见。